# Vis Volley Castelfidardo
Vis Volley Castelfidardo – męski klub piłki siatkowej z Włoch. Został założony w 1985 roku z siedzibą w Castelfidardo.